# Орсе (кантон)
Орсе́ (фр. Orsay) — ныне упразднённый кантон в северной части Франции, в регионе Иль-де-Франс, департамент Эсон.
Включал 2 коммуны: Орсе и Бюр-сюр-Иветт.